# リチャードソンの補外
リチャードソンの補外（リチャードソンのほがい）とは、外挿法の一種である。パラメータ x > 0 を持つ量 f (x) について、x → 0 における f の極限値を近似的に求めるときに用いられる。
応用例として、台形公式を用いた数値積分にリチャードソンの補外を用いることで、ロンバーグ積分法を導くことができる。また、CAEで計算格子を限りなく小さくしていく極限での解を予想することにも使われる。

## 手法
既知の2つのデータ f (x) と f (λ x), 0 < λ < 1から、x→0 の極限値 F の近似値 {\displaystyle {\bar {f}}_{1}^{(1)}} を求めるアルゴリズムは以下である。
{\displaystyle {\bar {f}}_{1}^{(1)}={\frac {f(\lambda x)-\lambda ^{p_{1}}f(x)}{1-\lambda ^{p_{1}}}}}
ただし p1 は、f を x の多項式として漸近展開した以下の式に現れる指数である。
{\displaystyle f(x)=F+\sum _{i\geq 1}a_{i}x^{p_{i}}=F+a_{1}x^{p_{1}}+a_{2}x^{p_{2}}+\cdots ,\qquad 0<p_{1}<p_{2}<\cdots }
また、追加データとして {\displaystyle f(\lambda ^{2}x),\ldots ,f(\lambda ^{M}x)} を求めることができたなら、
{\displaystyle {\begin{aligned}{\bar {f}}_{i}^{(0)}&=f(\lambda ^{i}x),\quad i=1,\ldots ,M\\{\bar {f}}_{i}^{(j)}&={\frac {{\bar {f}}_{i}^{(j-1)}-\lambda ^{p_{j}}{\bar {f}}_{i-1}^{(j-1)}}{1-\lambda ^{p_{j}}}},\quad j=1,\ldots ,i\end{aligned}}}
を順次求めていくことで、より精度の高い近似値 {\displaystyle {\bar {f}}_{M}^{(M)}} を求めていくことができる。

## 精度
{\displaystyle {\bar {f}}_{1}^{(1)}} は x p2 に比例する誤差を持つ近似値である。すなわち
{\displaystyle {\bar {f}}_{1}^{(1)}=F+O(x^{p_{2}})}
同様に、{\displaystyle {\bar {f}}_{M}^{(M)}}の誤差評価は次式となる。
{\displaystyle {\bar {f}}_{M}^{(M)}=F+O(x^{p_{M+1}})}